# Cañada Real Leonesa Oriental

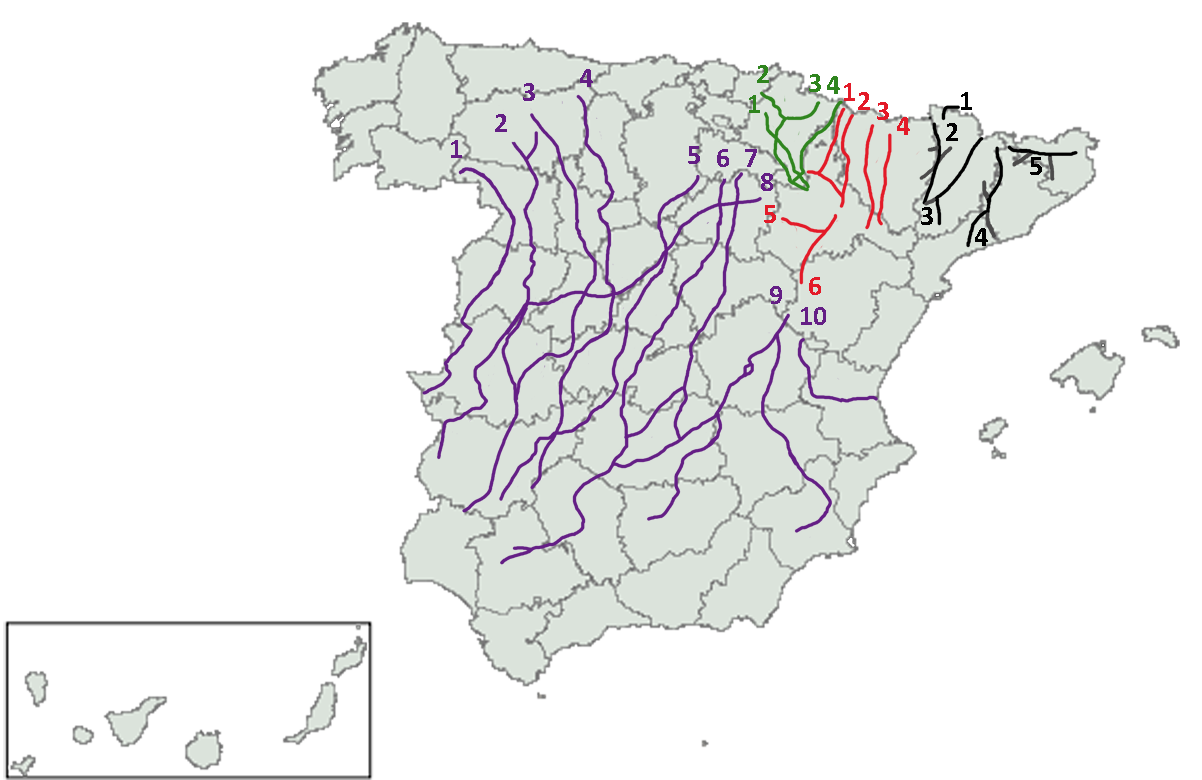
Principales Cañadas Reales de Castilla y sus equivalentes en los otros reinos españoles
N.º 4: Cañada Real Leonesa Oriental

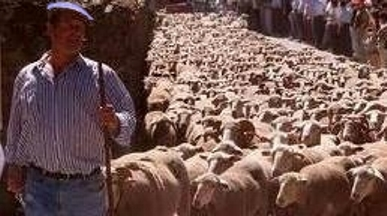
Rebaño de ovejas merinas.

La Cañada Real Leonesa Oriental es una cañada real, con una longitud de alrededor de 700 km., que tiene su inicio en la zona de la Montaña de Riaño en la provincia de León y su final en Montemolín al sur de la provincia de Badajoz, perteneciente al Priorato de San Marcos de León, en la antigua Provincia de León de la Orden de Santiago, atravesando parte de las provincias de Palencia, Valladolid, Segovia, Ávila, Toledo y Cáceres.

## Tramo leonés
El ramal principal de la Cañada se inicia en los puertos de Tarna y Ventaniella, al norte de los pueblos de Maraña y La Uña, en el límite con Asturias. El extremo de Valdeburón nombre con el que se conoce el amplio valle que organiza el Esla en su cabecera, se encuentra dividido en dos espaciosas cuencas, Valdosín y Riosol, rodeadas en sus alturas por pastos de merinas.  El puerto de la Ventaniella en Valdosín, atravesado por una antiguo camino carretero que cayó en desuso tras habilitar para coches el puerto de Tarna en Riosol, puede considerarse como el remoto nacimiento de la Cañada. Presidiendo la escena la pirámide calcárea de peña Ten, enfrente hacia el sur el elevado macizo del Mampodre.
Paralelo a Valdosín, el valle de Riosol se inicia en el puerto de Tarna y su pradería pertenece a la Merindad de Valdeburón. En la cabecera de Riosol se encuentra la Ermita de Nuestra Señora, cuya romería se celebra el 15 de agosto. La Cañada inicia su andadura por confluencia de dos ramales que se juntan en Lario. Uno de ellos comienza en los puertos situados en el valle de Valdosín, pasa por el valle y puerto de la Horcada de La Uña y por el lugar de La Corra, baja al pueblo de Polvoredo, lo atraviesa, va un corto trecho por la carretera actual y se desvía a la derecha atravesando el arroyo que viene de Polvoredo en el lugar conocido como Puente de San Roque.
El otro ramal recoge el ganado de los puertos situados en los alrededores del pueblo de Maraña. Los rebaños bajan al citado pueblo, lo cruzan y llegan hasta el margen derecha del Esla, al lado de la carretera actual por la que descienden hasta Acebedo. Desde aquí se dirige a Lario y después hacia Burón, donde los ganados pasaban habitualmente la primera noche. El pueblo de Burón fue cabeza de la Merindad de Valdeburón, comunidad de pueblos gobernados por un merino o adelantado. Dos tercios de Burón han sido demolidos por estar afectados por la cola del pantano de Riaño. A la salida de Burón, la Cañada queda cortada en una longitud de 15 km por la inundación de todo el valle y los pueblos por donde pasaba: Éscaro, La Puerta, Riaño, Pedrosa del Rey y Salio.

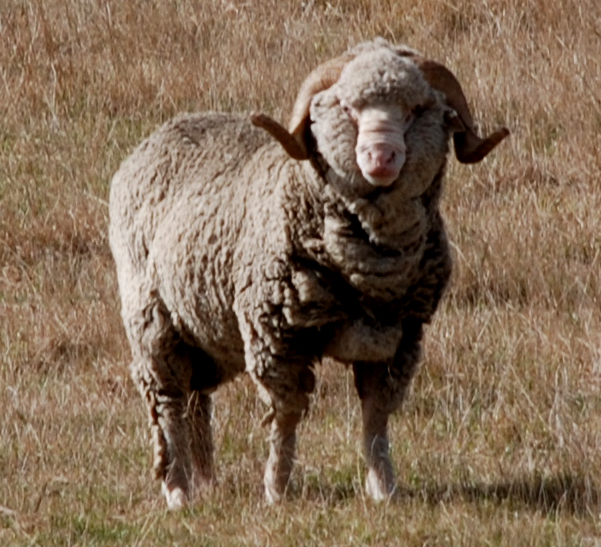
Carnero merino.

Los rebaños que pastaban en los puertos de Tierras de la Reina (tramo oriental del Esla) y Valle de Valdeón, en el límite de Asturias, Cantabria y Palencia, frecuentemente se incorporaban a la Cañada en Pedrosa del Rey. Sin embargo, existía un cordel más directo que empalmaba con la Cañada en tierras de Palencia. Abandonaba el valle del Esla en Barniedo de la Reina, subía a Las Calares y por el Campo de Sosa y el alto del Puerto de Picones, alcanzaba el pueblo de Besande. Desde allí por Velilla del Río Carrión, Ermita del Cristo de la Cinta, Guardo y Ermita del Cristo del Amparo, donde se incorporaba a la Cañada Real entre San Pedro Cansoles y la Venta de San Roque. Este recorrido se hacía en algo más de tres jornadas y evitaba el rodeo de ir a Prioro. En tierras de la Reina, en la cuenca alta del Yuso, destaca el pueblo de Portilla de la Reina, que alquilaba 16 puertos de merinas, arrendados durante más de 60 años seguidos por la Cabaña de Perales. También son importantes por sus numerosos puertos, los pueblos de Llánaves de la Reina y Barniedo de la Reina. Una vez pasado el puente de piedra de Pedrosa del Rey, la Cañada retrocede por la margen izquierda del río. Al poco salva un pequeño arroyo por medio de una alcantarilla (construcción) de sillería de origen romano, pasa junto a la Ermita de San Bartolomé, por el pueblo de Salio (hoy en ruinas) y por la Fuente Ecribida, remontando la cuesta que abandona el Esla a través del hermoso hayedo de Salio. Los rebaños llegan al Alto del Pando, límite entre las cuencas del Esla y Cea.
La Cañada desciende por el Collado de la Cruz hacia Prioro. En algunos lugares cañada y calzada romana se confunden. Por el pontón de Ceresedos se cruza el arroyo de la Fuente del Pescado, que se considera el nacimiento del río Cea. Desde Prioro, la Cañada continua por la vega del Cea, junto a la carretera que va a Tejerina. Cruza el Puente Albao (Puente del Vado) sobre el arroyo de Tejerina y comienza la subida hacia Las Lomas ya en Villalmonte  pasando antes por la majada de Cerredo. Con el nombre de Las lomas o La Loma se conoce el monte que hace de linde entre Prioro y Villalmonte , que a su vez es el monte divisorio entre el río Cea y su afluente el río Tuéjar. De la Cañada Real se desvía en Las Lomas y descendiendo por tierras de Villalmonte  un cordel hacia el sur, que pasando sucesivamente por los pueblos de El Otero de Valdetuéjar, Valle de las Casas, Corcos, Llamas de Rueda y Villaverde la Chiquita, alcanza El Burgo Ranero.
También de Las Lomas por tierras de Villalmonte se desvía otro cordel que alcanza los puertos de la cabecera del río Porma, pasando por el pueblo de La Red de Valdetuejar, Collado de Aviados, Collada de las Cruces los Castros de Mental y el puerto de Cabreros, desde donde desciende a Remolina, en el valle del Esla. 
Una vez alcanzado el alto de Las Lomas, la Cañada gira a la izquierda y sigue la cuerda del monte para descender más adelante ya en término de Valderrueda hacia la carretera en la margen derecha del Cea, cerca de la Ermita de Santa María de Vega, enfrente de Valderrueda. La Cañada desciende hasta Soto de Valderrueda y cruza el río antes del pueblo. A la salida se conserva una formación de robles centenarios con disposición dispersa en forma de dehesa, donde los rebaños también solían hacer noche. Desde aquí sigue por el monte a Cegoñal, cruza el pueblo, atraviesa la vía estrecha del tren (ferrocarril de León a Bilbao), para acompañarle durante un trecho, desciende de nuevo y pasa a medio kilómetro al oeste de Valcuende
, último pueblo, ya casi abandonado de la provincia de León.

## Tramo palentino
La conquista de Extremadura por el rey Leonés Fernando II, con la decisiva colaboración de las nuevas órdenes militares cristianas, hacia 1170 unificó las tierras que desde antiguo llevaban a cabo una ganadería trashumante norte sur, desde las dehesas de Extremadura hasta las montañas de Palencia y León. Esta ganadería probablemente la habían llevado a cabo los bereberes durante los siglos VIII y IX, luego los “pardos”, cristianos de la frontera Extremaduriii. Según Reyna Pastor, ya en el siglo X, existieron entre el Sistema Central y las montañas de León y Castilla, rutas de transhumancia, por las que circulaban ganados de los Centros monásticos y de las grandes villas y ciudades catedralicios. El extremo entonces estaba en el Duero y el Sistema Central, hasta que llegaron y ocuparon el valle del Tajo. En 1273 Alfonso VII otorgó privilegios a los miembros del Honrado Concejo de la Mesta, heredera y engrandecedora de toda esta tradición. 
Ocho décadas antes, en los confines de los términos de Saldaña y Ledigos (Palencia), tras un conflicto por las áreas comunales ganaderas de Ledigos y pueblos de alrededores (Villambroz, Ledigos, Lagartos, Villa Gatón, despoblado en Villarrobejo,  en 1194 a finales del siglo XII: “fasta aquel viso era término de Ledigos pora lavrar et rozar et paçer, et en término de Saldana avien a pacer et tornar con sol en so término.” Quiere decirse que entonces hasta allí podían los de Saldaña llevar sus rebaños estantes, al cabo de un día, mientras que más allá había rebaños durante más tiempo: este es, en nuestra opinión, el origen de este tramo palentino de la Cañada Real, como ruta pecuaria de más amplio recorrido que el de una jornada. Así se institucionalizó a fines del siglo XII una nueva vía pecuaria que recorre de norte a sur estos territorios: La Cañada Real Leonesa Oriental.
La Cañada entra en Palencia, rozando apenas el pueblo de San Pedro Cansoles. Desde allí cruza después varios valles antes de subir definitivamente al páramo repoblado en parte de pinares que la enmarcan hasta cerca de Villambroz.  En un coro trecho penetra de nuevo en León y continua por los límites de ambas provincias por los pinares de Riocamba. En el Campo de Cansoles, se produce la unión con el ramal que procede de los puertos de Portilla y Llánaves en León, Pineda y Los Cardaños en el norte de Palencia. Desde el lugar de confluencia, una pista forestal, la acompaña hasa Villambroz. La Cañada se dirige hacia la Venta de San Roque (hoy arruinada) y a la laguna del Fresno que conserva agua aún en el estío, al lado de la Ermita de San Roque, reconstruida en 1988 por el pueblo de Fresno del Río.
En las proximidades del pueblo de Villota los pinares se tranfosman en campo de cereal. Cerca del pueblo aún se mantienen en pie tres o cuatro corrales para ovejas, de arquitectura tradicional de barro, de los 30 o 40 que llegó a tener. En el páramo de Palencia se mantiene íntegra la anchura inicial de las 90 varas -75 m-, y es respetada por los lugareños que la utilizan con sus rebaños estantes (ganados churros). desde Villambroz continua hacia el sur bordeando la linde de la dehesa de Bustosirio. A dos kilómetros a la izquierda queda el pueblo de Bustillo del Páramo de Carrión y la Cañada atraviesa perpendicularmente la "parva", nombre con el que se conoce al camino de peregrinos y antigua calzada romana que se dirige hacia Sahagún. Siguiendo el cauce de La Cueza se llega al Monte Carrión, perteneciente a la villa de Calzada de los Molinos. El monte está poblado de grandes ejemplares de encina y la Cañada adquiere notable anchura en sus proximidades. Se atraviesa la carretera y entre campos de cereales se llega al Valle de las Fuentes, con buenos pastos y agua abundante. En el ascenso cuando se salía de la dormida en el Valle de las Fuentes, con el cielo despejado y sin nubes en las montañas, los pastores divisaban ya las Peñas de Tejerina.
Desde allí la Cañada desciende hacia Castrillejo de la Olma, donde por entral en los regadíos del río Carrión el paisaje cambia radicalmente. Se deja el pueblo a la izquierda y se vadea  La Cueza para continuar por su margen derecha. Después un cruce de carreteras, muy temido por su tráfico en los últimos tiempos de la trashumancia. A dos kilómetros a la izquierda está el Puente de Villoldo, donde viene a dar el cordel procedente de las montañas de Cervera de Pisuerga y Aguilar de Campoo cuya incorporación se produce en el antiguo caserío de Villafolfo. Continúa entre el regadío por la izquierda de la carretera hasta el pueblo de Perales -lugar de descanso-, que la Cañada atraviesa por el centro, por la actual carretera. Conserva una cantina antigua "El Mesón", venta de parada y fonda para carreteros y trashumantes.
Continúa por la izquierda de la carretera, pasando por la Granja de Villafruela, al lado de la casa-palacio del mismo nombre. Entra en el término de Valdavín pasando por la Dehesa del Montón de Trigo y se acerca al Canal de Castilla al que acompaña durante algo más de un kilómetro. Cruza el canal por el airoso puente de Valmudo o Valdemudo. Inmediata a él, se mantiene todavía en pie la llamada Venta Nueva, que fue otro de los sitios de parada y descanso; aunque desde Perales la jornada acaba normalmente en el Puente de Anguarianos a la entrada de Palencia. Cuando los ganados iban hacia el sur, la Cañada cruzaba la ciudad de Palencia por La Ronda, mientras que en la subida pasaban por la Calle Mayor. Desde Palencia, entra la Cañada en el término de Villamuriel de Cerrato donde se desvía una "pasada" que fue muy utilizada por los trashumantes, más que la Cañada principal. Dicha pasada cruza de nuevo el río Carrión por un famoso puente de once arcos y atraviesa el pueblo de Villamuriel, situado al pie de un cerro, continuación del páramo, y en el que domina la robusta Iglesia de Santa María la Mayor, del siglo XIII. 

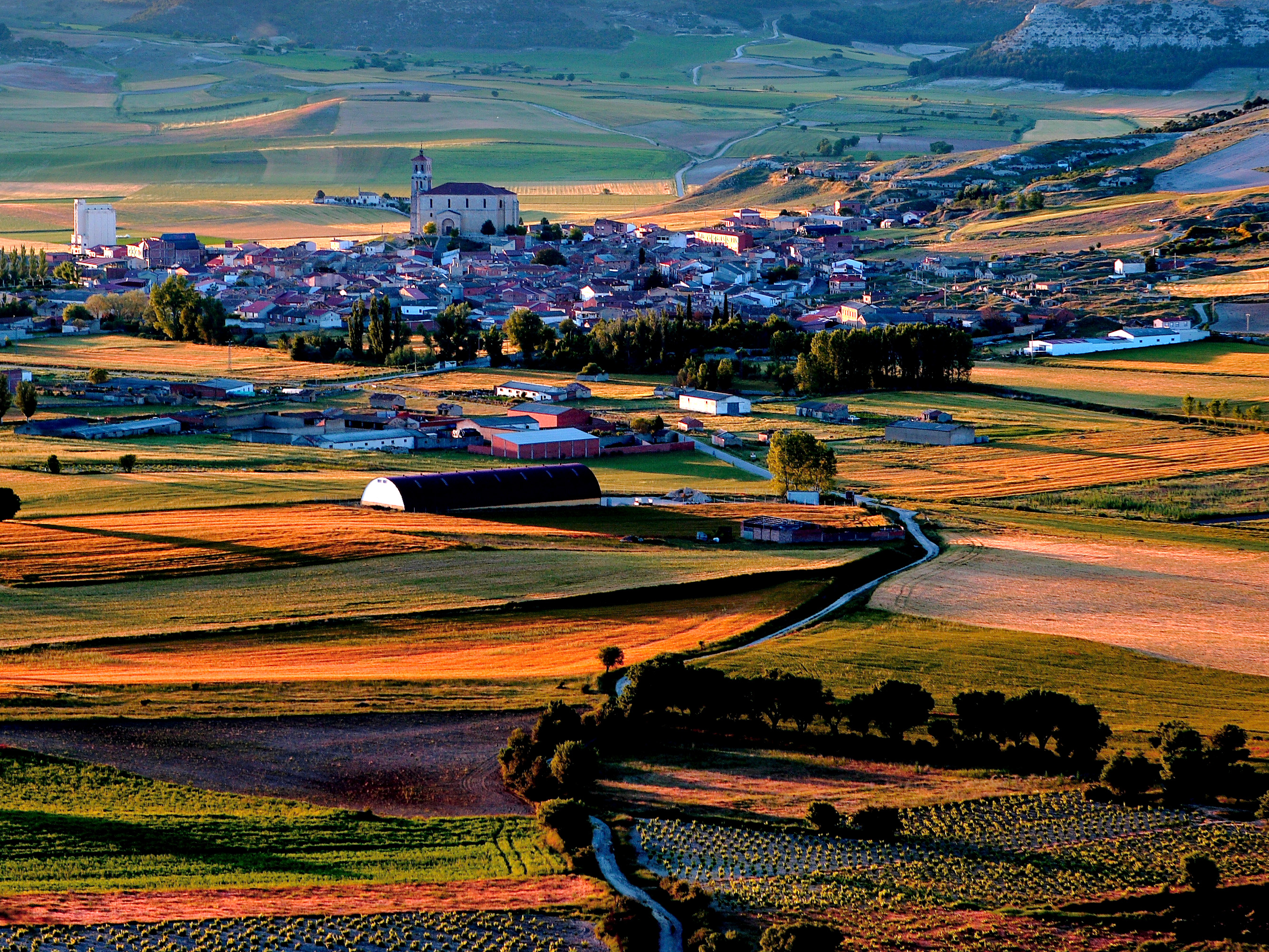
Cevico de la Torre en El Cerrato.

En el páramo de Villamuriel, se solía hacre noche, para descender de nuevo al día siguiente a Dueñas. Se cruzaba este pueblo y por la orilla de la carretera se llegaba a Cabezón, cruzando de nuevo el río Carrión por el imponente puente medieval para enlazar con la Cañada principal. Otras veces desde Dueñas se cogía otro cordel que se apartaba de la carretera para ir a dormir cerca de Cigales y al día siguiente bajar a Valladolid.
Volviendo a la Cañada principal, sigue por la izquierda del río Carrión, cruza las vías férreas de Palencia y Burgos y la carretera de Burgos en Venta de Baños, atraviesa el río Pisuerga por el puente de la villa de Tariego, cruza todo el puente y sube al páramo donde se solía pasar la noche. Pasado Tariego al ramal principal se une en el páramo otra cañada procedente de Burgos por Lerma. Juntas entran en el término de Cevico de la Torre en El Cerrato, hasta el sitio del Pico del Águila, término de Dueñas por el sitio de El Aguachal, al páramo de Dueñas, donde está el límite con la provincia de Valladolid.

## Tramo vallisoletano

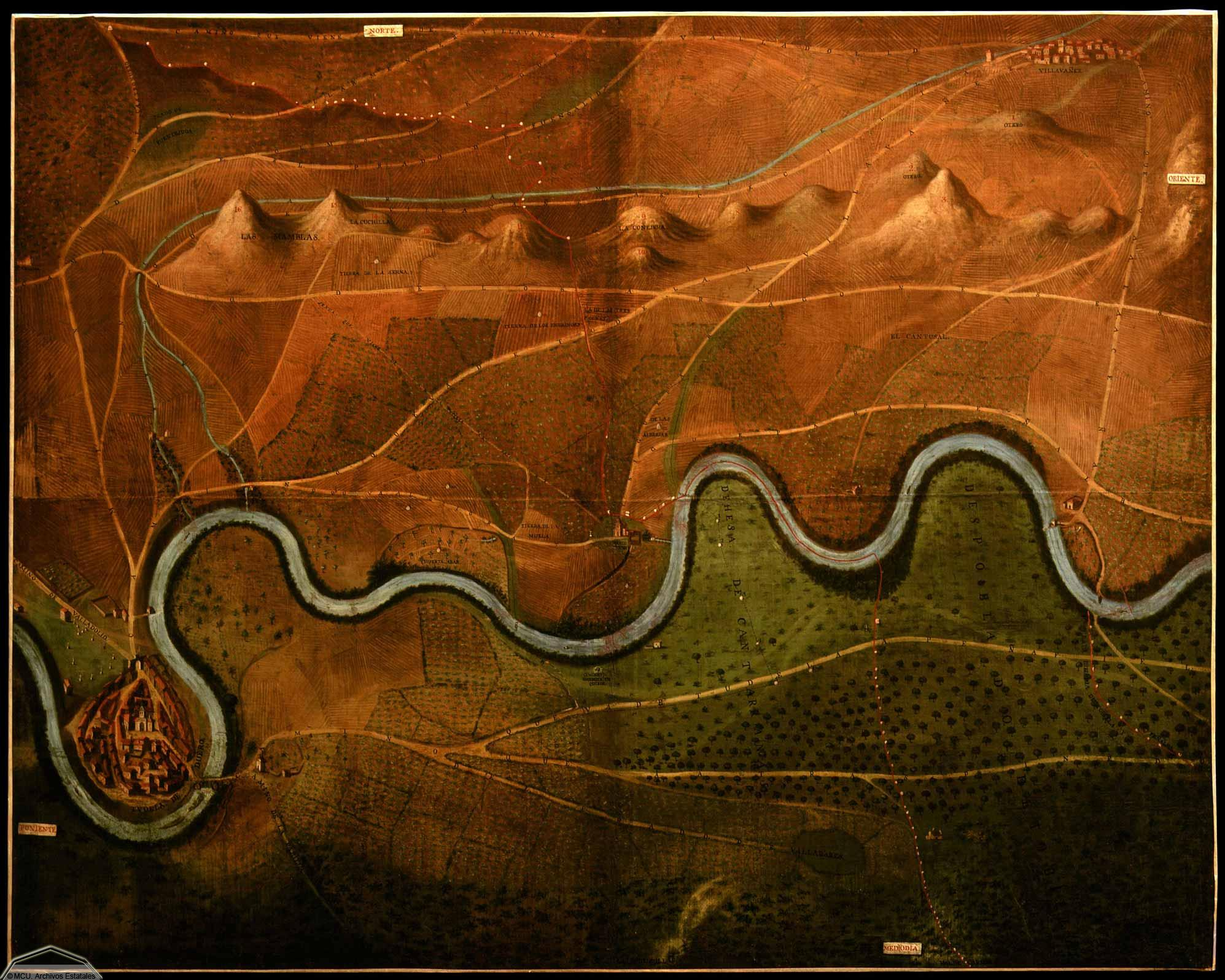
Tudela de Duero y los antiguos caminos.

Entra en esta provincia por el término de Valoria la Buena, pasa por las inmediaciones del Caserío de la Muedra, por el término de San Martín de Valvení y por el valle y fuente del Doctor, sube al páramo de Cabezón, donde también se finalizaba la jornada. En este páramo, se incorpora por la izquierda otra cañada de Burgos. Van unidas en una sola por algún tiempo hasta encontrarse con el cordel que procede del puente de Cabezón desde la margen derecha del río Carrión. En este mismo lugar se separan las dos cañadas que venían juntas: la que procedía de Burgos sigue recta a Valladolid por el término de Santovenia de Pisuerga, y la que vamos describiendo toma dirección sur hacia Renedo. En este punto debemos hacer notar que la cañada más utilizada por los pastores de la montaña oriental leonesa en los últimos tiempos era la que pasaba por la ciudad de Valladolid. Desde el páramo de Cabezón seguían por Santovenia de Pisuerga y entraban en Valladolid por El Carmen. Atravesaban la ciudad por el céntrico Paseo de Zorrilla y salián por La Rubia, para ir a dormir al "Tiro". Este lugar en el pinar de Antequera a las afueras de Valladolid, era donde hacían prácticas los cuarteles próximos. Desde aquí se dirigían a Puente Duero, donde cruzaban este río y Valdestillas para encontrar el río Adaja, por cuya margen derecha sin llegar a cruzarlo iban a finalizar la jornada en Alcazarén. Al día siguiente por Pedrajas de San Esteban alcanzaban Coca donde se reincorporaban a la Cañada principal, para acabar la jornada en Juarros de Voltoya.
La Cañada entra en el término de Renedo siguiendo el camino de Cabezón a Tudela, atraviesa el páramo, baja del mismo por la cuesta de Zalvillo y pasaba un antiguo puente de piedra, hoy inexistente, sobre el río Esgueva, inmediato al cual había descansadero y abrevadero. Atraviesa Renedo por la calle Real. Por el pago de Espanta se llega hasta el Bebedero de Santa Cruz. En el término de Fuentes de Duero, la Cañada alcanza la carretera de Valladolid a Tudela de Duero, en un lugar donde por la derecha se incorpora un ramal procedente de la Cañada Real Leonesa Occidental a través de Villanubla, Valladolid y La Cistérniga. Gira hacia el este y entra en Tudela por la puerta del Castillo. Atraviesa la villa y cruza el río Duero por un puente del XIX, junto al que existe un "descansadero" y abrevadero; en la salida había un pontazgo. Pasado el puente, la Cañada se bifurca en dos alternativas: la primera se desvía hacia la derecha, pasa por Aldea Mayor, Aldea de San Miguel, Mojados, Alcazarén y va a empalmar con la Leonesa occidental, que desde Valdestillas, por la margen izquierda del Adaja, se dirige a Arévalo. La segunda que es la Cañada principal se dirige hacia el sur por el término de Parrilla. Se interna en el de Portillo, atravesando el Pinar del Hoyo, fuente y despoblado de Barcelona y Pinar del Moro, entra a continuación en el de Cogeces de Íscar, cruzando el pueblo y el río Cega por el puente de piedra. Continúa por el término de Íscar, atraviesa el monte del mismo nombre y llega a las proximidades de la Puente Blanca sobre el río Pirón, al que acompaña paralela sin llegar a cruzarlo. En sus proximidades están los límites de la provincia de Valladolid con Segovia. En la Puente Blanca se separa un ramal hacia el este, denominado del Palenque.

## Tramo segoviano

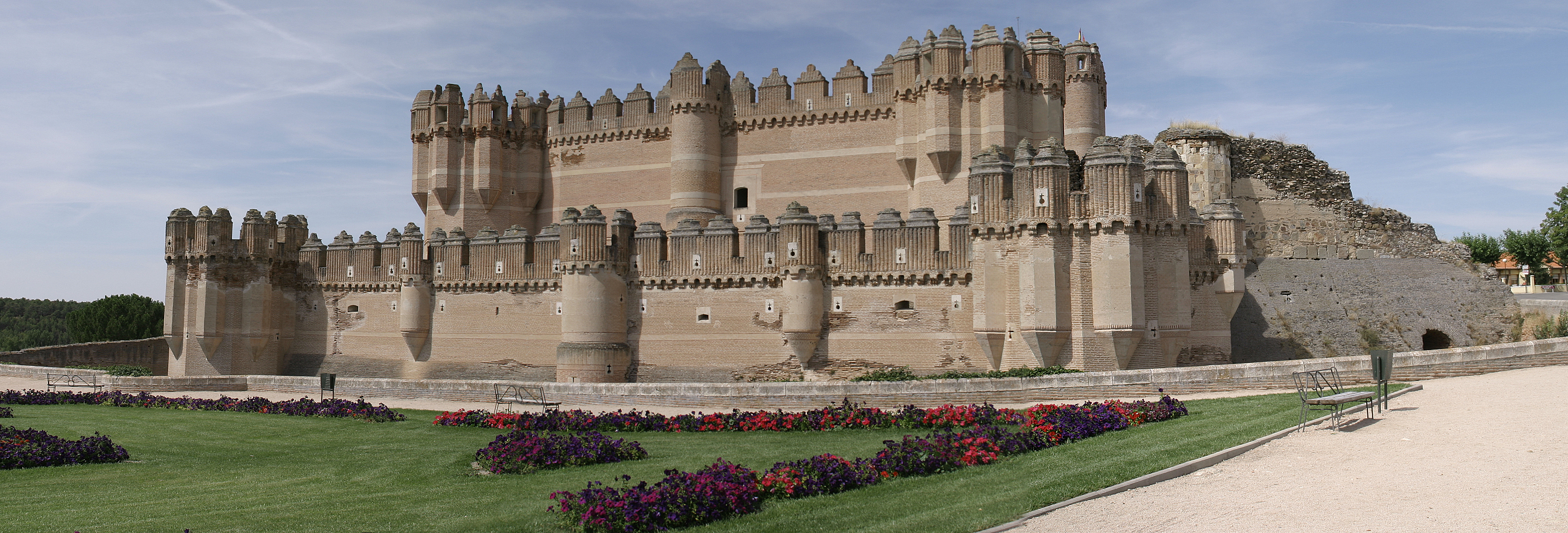
Castillo mudéjar de Coca (Segovia), España.

La Cañada se dirige al mediodía, pasa por el pueblo de Fuente el Olmo de Íscar, atraviesa sus pinares y entra en la villa de Coca por el puente medieval de piedra sobre el río Eresma, próximo a la villa. Atraviesa toda la población y era frecuente comer a la orilla de su espectacular castillo mudéjar. Al lado del castillo la villa de Coca, ofrecía a los rebaños un moderno abrevadero (de 1906). Después se pasa por el despeñadero, el puente de piedra también medieval, sobre el arroyo Balisa y se entaba en el Pinar de los Hidalgos y en el Pinar de las Sordas. En este pinar solían pasar la noche y era donde se desviaban hacia el este los rebaños de merinas que iban al Valle de Alcudia. Dicho cordel atravesaba el Sistema Central por el puerto de Guadarrama. En los tramos entre Alcazarén y Coca y desde Coca a Juarros, los extensos pinares se superponen y desdibujan los límites de la Cañada y al no haber camino era muy fácil despistarse.
Desde el Pinar de las Sordas, la Cañada pasa por los términos de Nava de la Asunción, Santiuste de San Juan Bautista, Moraleja de Coca y por el pinar de Aldeanueva del Codonal, Ermita de Nuestra Señora del Pinarejo y Molino de Casillo, para entrar en Juarros de Voltoya, donde hay un prado junto al pueblo que sirve de descansadero. Aquí es donde se finaliza la jornada y se pasa noche. Desde Juarros prosigue por el término de Hoyuelos y su pinar, término de Santovenia, Laguna Rodrigo y Jemenuño, y cruza la carretera de Sanchidrián a Segovia, sube después a Los Chaparrales de la Magadalena para acampar junto al arroyo del mismo nombre. Continua por el término de Labajos a encontrarse con la carretera de Valladolid en el límite de las provincias de Segovia y Ávila y sigue paralela a la misma como tres kilómetros, hasta dar vista a Villacastín. Cruza la carretera y entra en el término de Villacastín, atraviesa la carretera que va al pueblo de Maello, sitio del Charco o de las Encinas Gordas y de allí sigue hasta la Ermita de San Roque en las proximidades de la villa. Aquí en Villacastín, era donde se incorporaba el rabadán al rebaño. A veces se incorporaba algo antes, en Coca. En la Cañada Real Leonesa Occidental, lo hacía en Valdestillas o Arévalo. Villacastín era también importante para los pastores pues aquí les mandaban las cartas los familiares y recibían las últimas novedades de la montaña. En la otra cañada, el sitio acordado era el pueblo de Mengamuñoz, junto al temido puerto.
Desde Villacastín, la Cañada entra en el término de El Espinar por la Hoya de San Bernabé, para alcanzar el Campo Azálvaro, que es terreno común abierto a todos los ganados trashumantes y donde se pueden dispersar bastante fuera de los márgenes de la Cañada. Se sube al alto de dicho campo a la Cerca del Portillo, donde se produce el cruce con la Cañada Real Soriana Occidental, siguiendo la Leonesa recta hacia el mediodía. Continua todo el Campo Azálvaro hacia el sur, cruza el río Voltoya por el puente de Las Merinas y sigue hasta el sitio de las Umbrías, donde sale del término de El Espinar y de la provincia de Segovia. En el campo Azálvaro los rebaños solían pasar la noche.
Desde allí se iniciaba la subida más fuerte al Sistema Central pasando por el Alto de Perales, collado de Valpardo y Puerto de Arrebatacapas, desde donde se tiene una excelente vista de Cebreros, valle del Alberche y parte de Sierra de Gredos.

## Tramo abulense

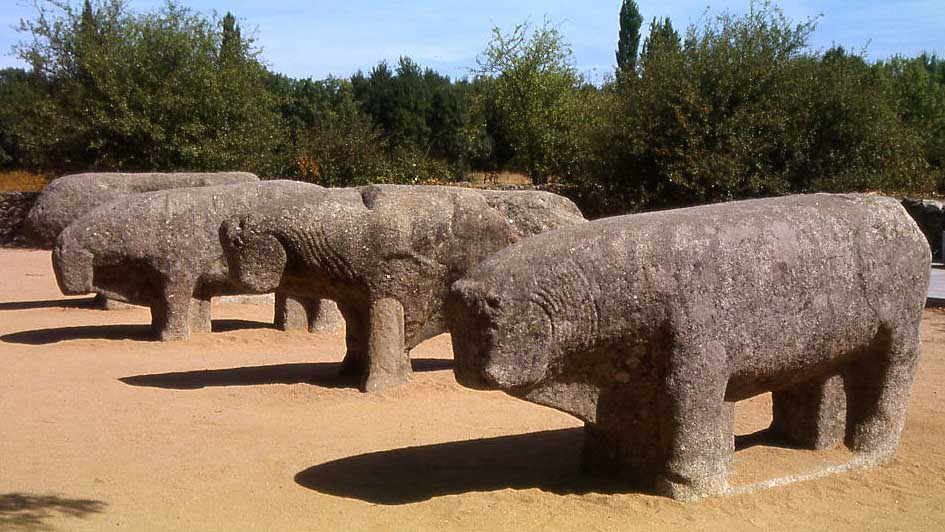
Toros de Guisando (Ávila), España.

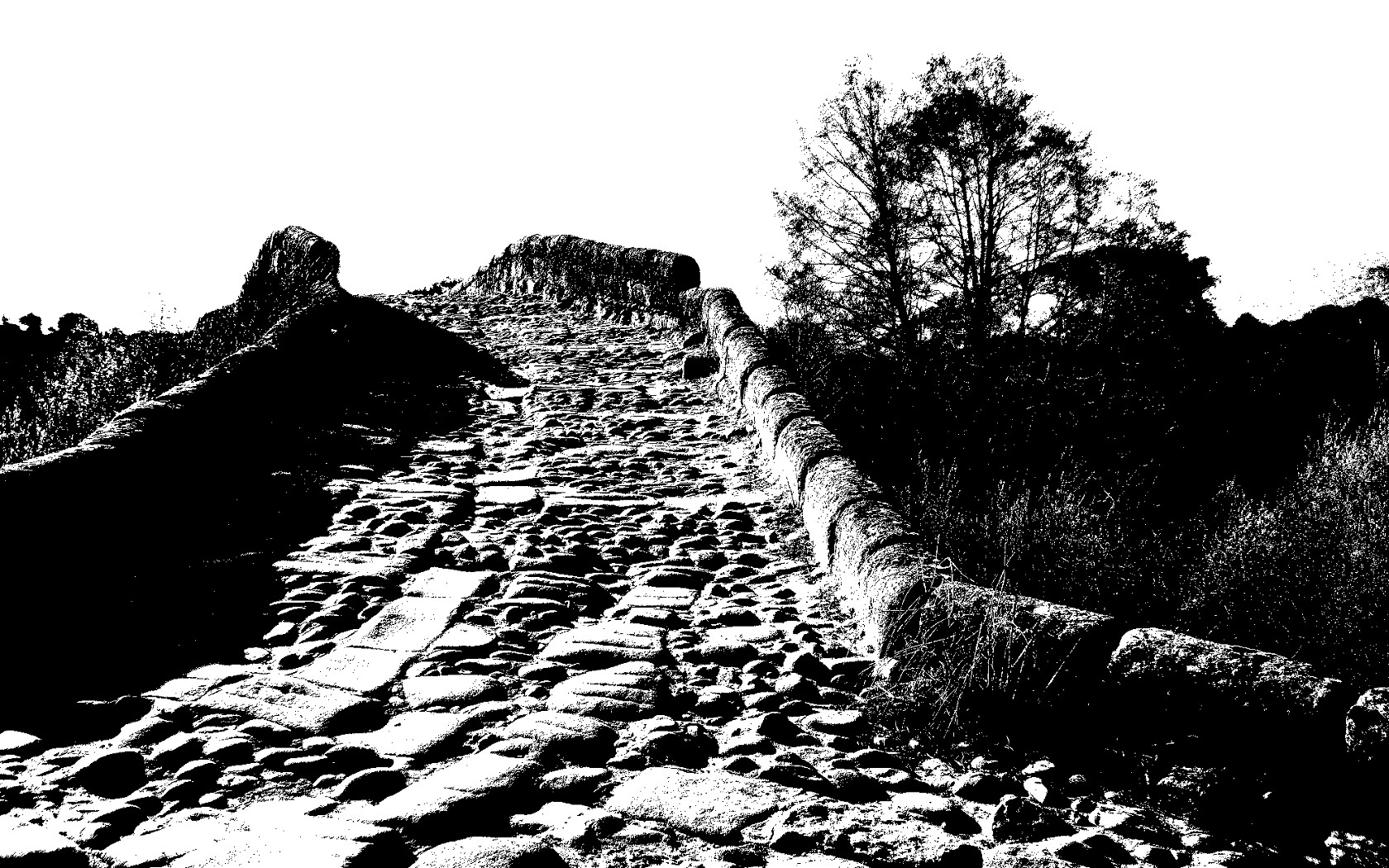
Puente de Valsordo sobre el Alberche

La Cañada descendie entre pinos, tomillos y barrancos hasta Cebreros. Se solía dormir en plena sierra, en el denominado Arroyo de los Perangutos. Este paso no resultaba tan fuerte ni tan abrupto como el paso frontal de la Paramera de Ávila y la Sierra de Gredos con su temidos puertos de Menga y El Pico, eran tres jornadas de sierra y que, si el tiempo era malo, podían ser desastrosas. La Cañada entra en Ávila por el bosque de Navalperal de Pinares, baja el puerto para pasar entre los pueblos de La Cañada y Navalperal y cruza la vía del tren en las proximidades de la estación del primero de ellos. Prosigue desde allí hacia el sur por los términos de San Bartolomé de Pinares, entre tierra de labor y pasto, y Hoyo de Pinares antes de entrar en el de Cebreros, que atraviesa cercana al pueblo. En la vertiente su de la cordillera, Cebreros es recordado por los pastores, sobre todo por ser lugar donde hacían acopio del famoso vino. Desde Cebreros se baja al río Alberche que se pasa por el Puente de Valsordo, de origen romano, y el arroyo o puente de Yedra o Piedra. Por el término de El Tiemblo se llega a la antigua Venta de Tablada en las inmediaciones de la carretera de El Tiemblo a San Martín de Valdeiglesias, para entrar después en el terreno y bosque del Monasterio San Jerónimo de Guisando. Al lado de la Cañada se halla la Venta de Guisando y las cercas de la finca donde pueden verse los famosos verracos de piedra. El lugar es también histórico a causa del nombramiento, en 1468, por parte del rey Enrique IV, de su hermana Isabel como heredera del trono e Castilla, privando de los derechos a su propia hija Juana.
Sigue la Cañada por el término de Navahondilla -el pueblo se deja a unos 200 metros a la derecha, donde los rebaños trashumantes pueden extenderse ampliamente a ambos lados del cordel. Según Escanciano visitador extraordinario de la Cañada, al paso de esta por los pueblos de Cadalso de los Vidrios, Majadillas, Navahondilla, Rozas de Puerto Real y Escarabajosa el ganado puede extenderse a pastar un cuarto de legua (1,4 km aproximadamente) a cada lado de dicho camino. Esto sin duda era una medida para que el ganado recuperase fuerzas, ya muy mermadas después del largo trayecto.
Después de dejar atrás los abundantes pastos de Navahondilla, la Cañada se interna durante un corto trecho por el término de Rozas de Puerto Real en la provincia de Madrid. Por una empinada cuesta asciende al collado y puerto de la Venta del Cojo, dejando esta a mano derecha. Este lugar fue antiguamente Puerto Real y contadero de merinas. Allí se cobraban el impuesto real del  servicio y montazgo. Por el sitio de Los Tochos, vuelve la Cañada a salir del término de Las Rozas y de la provincia de Madrid. Entra de nuevo en Ávila, por el término de Escarabajosa, pasa al de Sotillo de la Adrada donde algunos rebaños hacían noche. Por el lugar de La Ventilla llega a las eras de Higuera de las Dueñas y atraviesa junto al pueblo, después de Fresnedilla, donde la Cañada también toca las casas. Una vez atraveado este término, sale de la provincia de Ávila.

## Tramo toledano

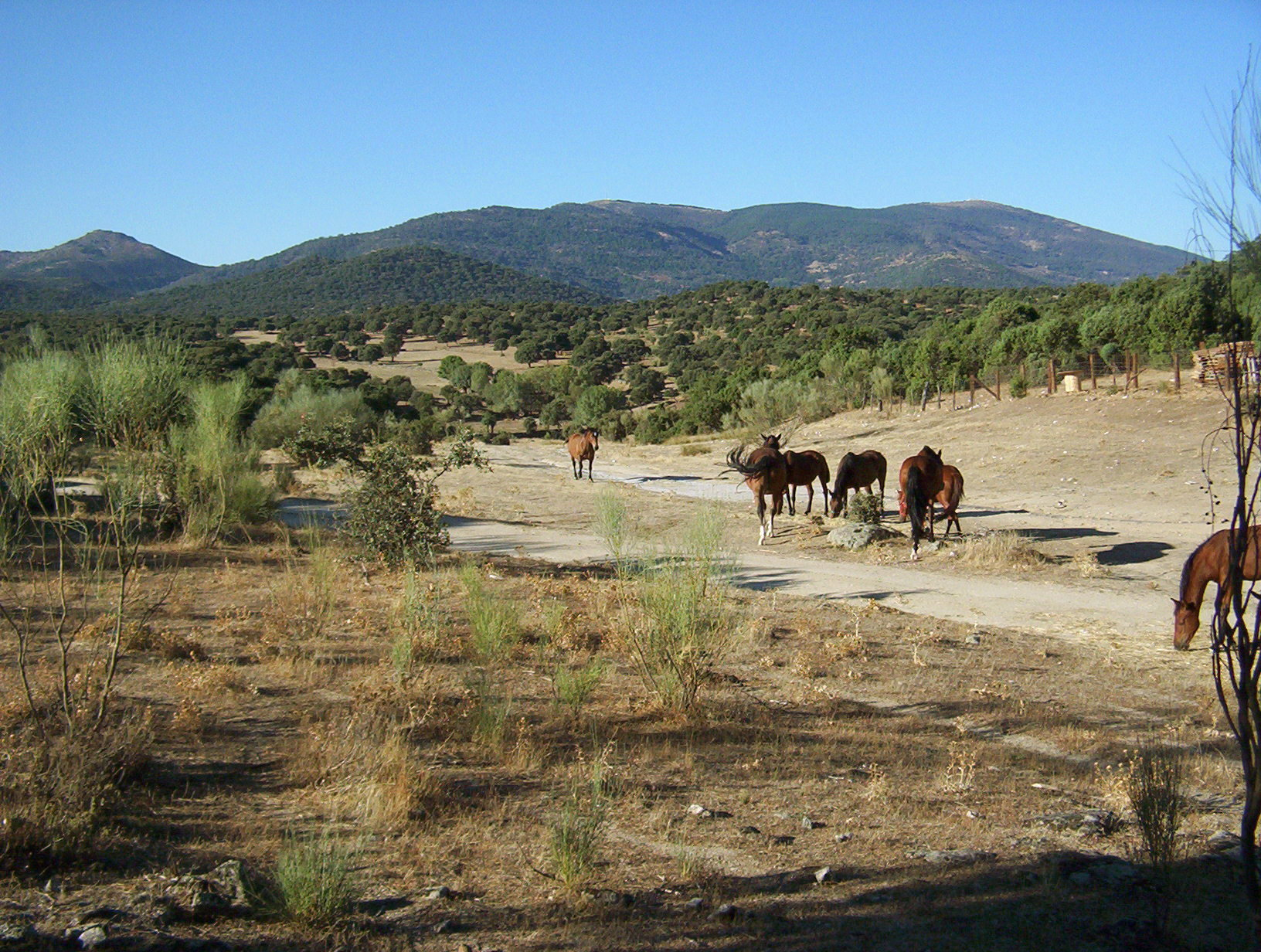
Cañada Real Leonesa Oriental en la Sierra de San Vicente en Toledo, (España).

Prosigue la Cañada por la provincia de Toledo términos de El Real de San Vicente y Almendral de la Cañada, a dar a la Ermita del Cristo de la Sangre (a la entrada del pueblo) para pasar por una calle de Almendral de la Cañada (hasta 1916 se denominaba Almendral de Arriba) a dar a la Ermita de San Sebastián y al Vía Crucis. A la entrada de este pueblo había una encina gigante según algunos pastores "la más grande que habían visto en su vida". El tramo de Cañada comprendido entre Fresnedilla y Almendral de la Cañada es de los más bellos y agradables por la abundancia de agua y pasto. Entra en el término de Navamorcuende (donde se solía hacer la noche) por los lugares del Alto de la Cruz de los Alcornoques, Alto del Pino y Ermita de Nuestra Señora de la Encarnación o de Guadyerbas. Atraviesa a continuación los términos de Sotillo de las Palomas, Cervera de los Montes, Segurilla y Mejorada, para entrar en el de Velada.
En el término de Mejorada, en el lugar denominado por los pastores la "junta de los cordeles", junto al río Guadyerbas, se unía por la derecha a la Cañada que venimos describiendo, un ramal o cordel que se desprende de la Cañada Real Leonesa Occidental, después de Ramacastañas, nada más pasar el río Tiétar y directamente viene hacia el sur, pasando por Hontanares y por el Cañadón de Casillas a empalmar con la Leonesa Oriental. La Leonesa Occidental, sigue dirección suroeste, hacia Navalmoral de la Mata a cruzar el Tajo, por el Puente de Almaraz. El cambio de una cañada a la otra era muy frecuente, ya que suponía un atajo para los rebaños que iban más allá del Guadiana, pasando el Tajo por El Puente del Arzobispo y continuando después por el Puerto de San Vicente.
La Cañada va directamente a las huertas de Velada, antes de llegar al pueblo, donde también era tradicional acabar jornada y pasar la noche. Desde aquí por la linde de la Ermita de Gracia, toca por la derecha la pared del parque del Marqués de Velada, en las afueras del pueblo, atravesando la carretera que va a Talavera de la Reina. Entra en el término de Gamonal, cruza la carretera de Madrid a Portugal, donde estaba la Casa de Postas en La Laguna y Venta del Conejo. En este mismo sitio se desvía un cordel a la derecha, paralelo durante bastantes kilómetros a dicha carretera. Se dirige hacia Oropesa y por los San Benitos alcanza Navalmoral de la Mata y Puente de Almaraz, sobre el Tajo, para llegar hasta cerca de Trujillo (Cerro de Santa Cruz) donde se divide en dos ramales: uno para Mérida y otro para Orellana la Vieja al lado del Guadiana. Continúa hacia el sur, cruza la vía férrea de Madrid a Portugal y alcanza la zona denominada Los Pajares.
Desde Los Pajares, se continúa la marcha y se entra en el término de Alcolea de Tajo por la fuente de la Teja, para llegar a El Puente del Arzobispo. Este puente tiene un especial relieve, pues además de constituir un punto de paso obligado del ganado de la Mesta hacia los pastos extremeños y ser puerto real, donde se pagaba el portazgo o pontazgo. Fue parte importante en la ruta de peregrinación al Monasterio de Guadalupe, que a partir del siglo XIV roba protagonismo incluso al mismo Camino de Santiago. Fue construido en 1385 por el famoso arzobispo Pedro Tenorio, al que debemos también el puente de San Martín y la reconstrucción del de Alcántara, en Toledo. Con evidentes restauraciones El Puente del Arzobispo ha aguantado impertérrito el paso de los siglos y aún hoy sigue siendo uno de los más bellos ejemplos entre los puentes medievales españoles.
Pasado el puente, entra la Cañada en la provincia de Cáceres en el término de Villar de Pedroso, formándose inmediatamente dos ramales: uno de ellos se desvía hacia occidente, por la orilla izquierda de Tajo, a Peraleda y Deleitosa y las dehesas de Trujillo. El otro ramal es el que seguimos, continúa de frente hacia el sur, saliendo de la provincia de Cáceres para volver a la de Toledo. Cruza por el término de Navalmoralejo, muy cerca del pueblo, y por el de La Estrella, donde en el lugar denominado Fuente del Piojo se hace noche. Continúa por Aldeanueva de San Bartolomé y Mohedas de la Jara, para entrar en el puerto y pueblo de San Vicente. Antes de llegar a esta población se incorpora por la izquierda la cañada que viene de Talavera de la Reina, pasando por los términos de Las Herencias, Alcaudete de la Jara, Belvís de la Jara y Aldeanueva de San Bartolomé. Pasado el Puerto de San Vicente (807 m s. n. m.), que apenas ofrecía dificultad, la Cañada abandona definitivamente la provincia de Toledo. Hasta Castilblanco, había casi una jornada de jarales espesos y difíciles de andar en senda estrecha; el rebaño tenía que estirarse hasta tres kilómetros de longitud e ir una oveja detrás de otra, por los huecos del matorral.

## Extremadura
Entra la Cañada en la provincia de Cáceres, por el término de Alía, donde empezaba el territorio de las Reales Dehesas del Monasterio de Guadalupe. Este famoso monasterio regentado por los Jerónimos, tuvo durante los siglos XVIII y XIX una importante ganadería ovina que en verano se trasladaba a los puertos de la comarca de La Tercia en el norte de la provincia de León. En 1779, mantenía en dichos agostaderos más de 27.000 ovejas. Todavía se conserva en pie, lo que fue su antigua "ropería" en el pueblo de Beberino, con una imagen de la Virgen Morena en la fachada.
Baja la Cañada por la orilla de la carretera que va a Alía y Guadalupe, sigue al Cerro Atravesao y baja al río Guadarranque, sobre el que hay un puente de piedra por donde pasan los rebaños cuando el río va crecido. En el citado puente se separa un ramal a la derecha que con dirección suroeste va hacia la villa de Alía y por Puerto Llano y Cañamero se dirige después a Orellana la Vieja donde se cruzaba el Guadiana en barca, en el lugar donde hoy está el muro de la presa. El otro ramal, que es por donde sigue la Cañada principal, mantiene su camino hacia el sur, hasta salir del término de Alia y de la provincia de Cáceres

### Provincia de Badajoz
Entra la Cañada en la provincia de Badajoz por el término de Castilblanco. Los rebaños que habían pasado la noche junto al río Guadarranque, descansan la siguiente jornada en la "Casa de los Santiagos", en los llamados "Valles de Santiago" junto a la ermita del mismo nombre. Castilblanco constituye una de la entradas de La Siberia extremeña. Es un lugar de casas blancas con una iglesia que antes fue alcázar árabe; desde aquí se contempla el pantano que inundó en los años sesenta la fértil vega, junto a la polémica Central nuclear de Valdecaballeros. Una vez pasada la Sierra, el paisaje se transforma por la abundancia de olivos.
A la altura de Valdecaballeros la Cañada queda inundada por el embalse de García de Sola, por espacio de unos 10 kilómetros. Sigue por el término de Herrera del Duque y baja a la Barca de Peloche en el río Guadiana, hasta donde llegan los dominios del Monasterio.
El paso del Guadiana constituía un serio obstáculo para el ganado, ya que las ovejas tenían que atravesarlo a nado o en barca. En primavera, si el río no venía muy crecido, lo pasaban nadando. Por delante, en la barca, iban los pastores con los mansos y las caballerías, y detrás todas las ovejas recién esquiladas. De esta manera, se formaba un continuo tapiz de ovejas entre ambas orillas. En otoño, todo el rebaño pasaba embarcado pues las ovejas estaban muy "cargadas de vientre" (próximas a parir) y con mucha lana, lo que las impedía nadar. Las barcas eran grandes, ya que en ellas pasaban carros, coches, camiones, y tenían capacidad para unas 90 o 100 ovejas cada vez. Al principio eran movidas con remo, más adelante el sistema evolucionó hacia una maroma que enlazaba ambas orillas. En Peloche vive todavía tío Vito, último representante de los barqueros. Ahora Peloche dormita en la orilla del embalse de García de Sola, sus mujeres sentadas al sol, en a plaza, realizan como antaño artesanalmente sus bordados.
Pasado el río,  se une a la Cañada un cordel que cruza por el este los Montes de Toledo por el puerto de Marchés y La Retuerta, y sigue la orilla izquierda del Guadiana por los montes de Cíjara. Continúa unida por los mismos montes al Puerto Peña, donde finalizaba otra jornada. Entra a continuación en el término de Talarrubias, en cuya dehesa parte de los rebaños de la Cabaña de Rojas hacían ya la última noche. Atraviesa después el de Puebla de Alcocer, donde los mencionados rebaños de Rojas (siete en total) se encaminaba a la Encomienda de los Bodegones. La Cañada deja Talarrubias y Puebla de Alcocer a su izquierda. Desde el castillo de Puebla de Alcocer, privilegiada atalaya, se contempla un extenso paisaje de La Siberia extremeña.
La Cañada continúa por el pontón del arroyo Guadalema y entra en el término de Esparragosa de Lares (antes del Caudillo), para dirigirse al Contadero de Esparragosa, donde los rebaños de la Cabaña de Perales solían hacer noche. En este lugar se forman dos ramales: el oriental, cruza por los Callejos de Esparragosa, y en dirección suroeste se dirige a Cabeza del Buey, donde los rebaños de Rojas alcanzan la Encomienda de Tomilloso, lugar de invernada de los 9 restantes. Este cordel quedó cortado con la construcción del embalse de Zújar y en la actualidad por el nuevo embalse de La Serena. En el pueblo de Esparragosa, la Cabaña de Rojas tenía varias casas para acoger a los pastores enfermos y a los criados. A dos kilómetros al este de Esparragosa, se une el cordel que viene por Agudo, Tamurejo y Siruela.

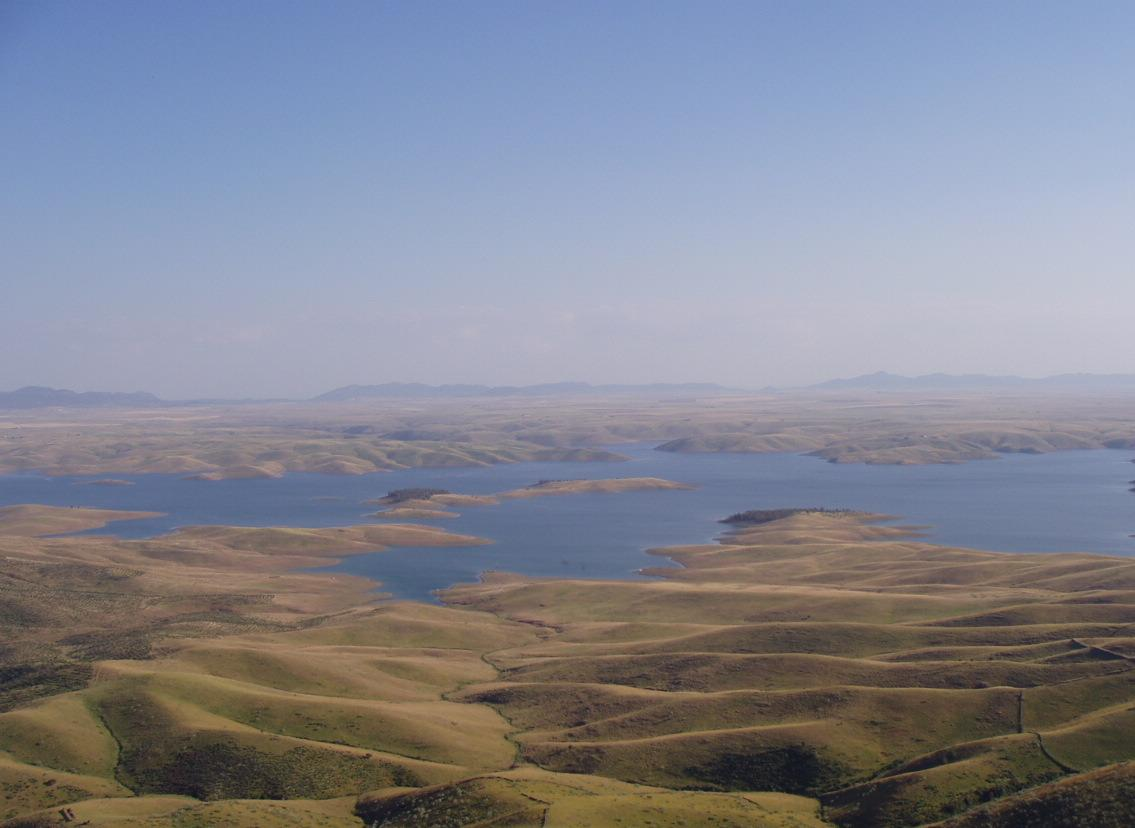
Embalse de La Serena (Badajoz), España.

El cordel occidental continúa primero por toda La Serena hacia el oeste, paralelo al antiguo camino real, hoy carretera asfaltada, que une Esparragosa de Lares con Villanueva de la Serena. Continúa entre las dehesas de Bodeguilla Cimera y Bodeguilla Bajera y prosigue por la de Terrines, donde los cuatro rebaños de Cuesta, propietario de la Encomienda, finalizaban el camino. La Cañada atraviesa la "Tiesa", altiplanicie bastante fría y ventosa que divide las aguas vertientes del Guadiana y el Zújar.
Más adelante se incorpora definitivamente la Cañada Real Leonesa Occidental, y es a partir de este punto donde se produce la separación de numerosos cordeles que enlazan con las principales zonas de dehesas. Los 9 rebaños de la Cabaña de Perales seguían hacia las fincas situadas en su mayor parte entre el Guadiana y Zújar ("Entrerríos") y alguna al sur de este último río. La cañada gira después hacia el sur superpuesta al camino de Esparragosa de Lares a Campanario, para cruzar el río Zújar por otra barca.
Las dehesas
Los rebaños, pertenecientes a las grandes cabañas que durante la primera mitad del siglo XX arrendaban la mayor parte de los puertos de la Montaña de Riaño, se incorporaban a fines de octubre o primeros de noviembre a las diferentes fincas de invernada en La Serena. La comarca de La Serena, en el oeste de la provincia de Badajoz, constituye un fragmento de la penillanura extremeña, recorrida por el río Zújar, que forma su eje, quebrado en las sierras de su porción occidental. Es una región de gran tradición y vocación ganadera, antiguo patrimonio de los Caballeros de la Orden de Alcántara. En la extensa planicie, apenas ondulada por pequeñas lomas, el pasto es la característica dominante. Al contrario que las dehesas de Cáceres y Salamanca, las de La Serena son dehesas sin árboles. El clima es mediterráneo con cierta influencia atlántica en las estaciones frías, época en la que se produce la lluvia proveniente del cercano océano. El verano es seco y muy cálido.
Sobre un sustrato de pizarras se forman suelos poco profundos y lábiles que sustentan durante el invierno y primera mitad de la primavera, un pastizal de gramíneas y leguminosas anuales (poas y tréboles, principalmente). El pasto adquiere mayor densidad y persistencia en las vaguadas donde predominan gramíneas fibrosas, ballicares, aunque todo se agosta con el calor implacable. En la parte alta de las lomas, la vegetación llega a ser a veces de tomillar ralo con cantuesos en camino de recuperación hacia el bosque potencial: encinar termófilo con acebuche que, con suelos menos erosionados, formaría la comunidad aorbórea de La Serena. En los suelos de vega, sobre sedimentos aluviales y coluviales que alternan con capas de cantos rodados, se mantiene hasta bien entrada la primavera, un copioso pastizal fresco. Hacia las orillas del río se torna en un matorral de atarfes, tamujos y adelfas con fresnedas en algunos puntos. En contacto con el agua , en las tablas perennes espadañas y juncos. 
En esta comarca, los pastores "serranos" ( aún hoy se les conoce con este nombre en Extremadura), los naturales de la montaña oriental leonesa, forjaron una forma de vida peculiar que, en general, matenía escasa relación con la población local, pues el "serrano", con la excepción de los mayorales y a veces rabadanes, apenas salía de las dehesas. Hoy prácticamente este tipo de vida ha desaparecido junto con el sistema tradicional de explotación y tan solo un reducido puñado de pastores mantiene todavía la larga trashumancia, aunque en tren o camiones. No obstante, aún se reconoce en el paisaje algunas construcciones típicas, creadas por los ""serranos".
La cañada se ramifica y se aleja hacia el sur
La Cañada prosigue hacia el suroeste, hacia los confines de la provincia de Badajoz. El terreno hacia Castuera y después Llerena se va haciendo más alomado a medida que se abandona la penillanura y se aproxima la Sierra. Los rebaños de las grandes cabañas trashumantes de León han quedado ya en sus antiguos pagos de invernada, en la comarca de La Serena. A partir de allí la Cañada es ya utilizada por ganado merino de la tierra y trashumantes de otras zonas serranas.
Una vez atravesado el río Zújar, la Cañada entra en el término de Campanario, pasando junto a la dehesa Portugalesa y subiendo por la orilla del río Guadalefra, se llega al sitio de los Villaraltos. Por dicho lugar penetra la Cañada en el término de Castuera, una de las comarcas con mayor densidad de ovejas merinas de España. Una vez que abandona este municipio, según la descripción de Escanciano, la Cañada continua hacia el suroeste, por los términos de Malpartida de la Serena, Quintana de la Serena, Zalamea de la Serena, Valle Higuera; todos de La Serena. Sigue por los de Retamal de Llerena, Campillo de Llerena, Valencia de las Torres, Maguila, Higuera de Llerena, Llerena y termina la Cañada Real Leonesa Oriental en Montemolín, cerca del límite de la provincia de Badajoz con las de Sevilla y Huelva. Desde aquí todavía continua un ramal hacia los invernaderos de Castilblanco de los Arroyos en la provincia de Sevilla.